# Alonsoa meridionalis
Alonsoa meridionalis là một loài thực vật có hoa trong họ Huyền sâm. Loài này được (L.f.) Kuntze mô tả khoa học đầu tiên năm 1891.